# 20283 Елізагеллер
20283 Елізагеллер (20283 Elizaheller) — астероїд головного поясу, відкритий 20 березня 1998 року.
Тіссеранів параметр щодо Юпітера — 3,404.